# Bentley Azure
Bentley Azure — полноразмерный четырёхместный кабриолет английской компании Bentley Motors класса Gran Turismo.

## Первое поколение
Bentley Azure был представлен в 1995 году. Автомобиль был сделан на базе Continental R, снабжён двигателем V8 с турбонаддувом, выдающим около 400 л.с. (в зависимости от модификаций), и 4-ступенчатой автоматической коробкой передач от General Motors. Несмотря на большую массу и плохую аэродинамику, Azure довольно быстрый. Максимальная скорость — 241 км/ч, разгон до 100 км/ч — 6.7 секунд.
Из-за ограниченной рабочей силы на основном заводе в Великобритании, модель откидного верха была разработана компанией Pininfarina, что значительно повлияло на цену автомобиля, который в результате стал дороже Continental R на 36000$. С 1999 года до конца производства первого поколения автомобиль был доступен также в отделке компании H. J. Mulliner & Co. (англ. H. J. Mulliner & Co.), которая делала отделку автомобиля по специальным заказам и с дополнительным оборудованием в зависимости от вкусов клиента.
Стоимость Bentley Azure в 1997 году в Германии начиналась от 518 300 DM.

## Второе поколение
Вскоре после того, как Bentley присоединился к концерну Volkswagen Group, производство Azure было на время приостановлено, новая модель появилась в 2006 году. Azure второго поколения сделан на базе Arnage, оснащён V8 мощностью 450 л.с., с модернизированным двойным турбокомпрессором и 6-ступенчатой автоматической коробкой передач. Автомобиль разгоняется до 100 км/ч за 5.6 секунд, максимальная скорость — 270 км/ч. Так как второе поколение Azure также имеет большую массу, для него это хорошие характеристики.
Согласно данным Департамента энергетики США Azure является наименне экономичным автомобилем в своём классе: расход топлива в городе — 26 л/100 км, на трассе — 16 л/100 км. В рейтинге самых неэкономичных автомобилей в Великобритании компании Yahoo 2009 года Azure занимает четвёртое место.

### Bentley Azure T
Модификация вышла в свет в 2009 году, является улучшенной версией Azure. Объём традиционного Bentley V8 этой модели составляет 6761 см3 (507 л. с. двигатель выдаёт при 4200 об/мин) и разгоняется до сотни за 5.5 секунд. Автоматическая коробка передач ZF имеет три режима: Drive, Sport и Manual, независимая подвеска установлена на двойных поперечных рычагах. Режимы работы подвески и трансмиссии не зависят друг от друга. Автомобиль снабжён премиум-аудиосистемой Naim с картой памяти Secure Digital, имеет iPod/USB/3.5 мм AUX интерфейс, также имеет программу контроля давления в шинах.